# Villeneuve-sous-Pymont
Villeneuve-sous-Pymont település Franciaországban, Jura megyében. Lakosainak száma 305 fő (2022. január 1.). Villeneuve-sous-Pymont L’Étoile, Le Pin, Chille, Lons-le-Saunier és Montmorot községekkel határos.

## Népesség
A település népessége az elmúlt években az alábbi módon változott:
| Lakosok száma | 124  | 234  | 221  | 252  | 277  | 281  | 291  | 301  | 298  | 305  |
|               | 1968 | 1982 | 1990 | 2006 | 2013 | 2015 | 2017 | 2019 | 2020 | 2022 |